# Юта фон Равенсберг
Юта фон Равенсберг (на немски: Jutte/Jutta von Ravensberg; * в замък Равенсберг, Прусия; † 10 август 1305) е графиня от Равенсберг и чрез женитба графиня на Хонщайн-Арнсберг-Зондерсхаузен до южен Харц.
Тя е дъщеря на граф Ото II (III) фон Равенсберг († 1306) и съпругата му Хедвиг фон Липе († 1315), дъщеря на Бернхард III фон Липе († 1265). Сестра е на графовете на Равенсберг Ото IV († 1328/1329) и Бернхард († 1346).

## Фамилия
Юта фон Равенсберг се омъжва пр. 28 ноември 1282 г. за граф Хайнрих III фон Хонщайн-Арнсберг-Зондерсхаузен († 1305), син на граф Хайнрих I (II) фон Хонщайн († 1286) и съпругата му Мехтилд фон Регенщайн († 1283). Те имат децата:
- Хайнрих V (* 1290; † 1356), граф на Хонщайн в Зондерсхаузен, женен пр. 1341 г. за херцогиня Матилда фон Брауншвайг-Гьотинген († сл. 1 юни 1356), дъщеря на херцог Албрехт II фон Брауншвайг-Волфенбютел-Гьотинген († 1318) и Рикса фон Верле († 1312/1317)
- Дитрих IV († 11 април 1317), граф на Хонщайн в Зондерсхаузен, женен пр. 11 август 1312 г. за Мехтилд фон Ваймар-Орламюнде († сл. 1312), дъщеря на граф Херман V (IV) фон Ваймар-Орламюнде († 20 ноември 1319) и Мехтилд фон Рабенсвалде († сл. 1339)
- Ото († сл. 1314), домхер в Магдебург (1309 – 1314) и вер. в Халберщат (1314 – 1316)
- Ода († сл. 1307), омъжена пр. 1303 г. за граф Хайнрих I (II) Млади фон Байхлинген-Лора († сл. 1335)
- София († 15 юни 1322), омъжена на 28 септември 1296 г. за граф Хайнрих III фон Бланкенбург IV Млади фон Бланкенбург († сл. 8 октомври 1330)
- Хедвиг († сл. 1305)
- Елизабет († сл. 1305)
- Лукардис († сл. 1362), абатиса в Ихтерсхаузен (1359 – 1362)
- Юта († сл. 1353), приорес в Ихтерсхаузен
- Агнес († сл. 1305)
- две деца (* 1283)